# Advanced Micro Devices
Advanced Micro Devices, Inc. (abreviat AMD) este o companie multinațională americană, cu sediul în Sunnyvale, California. Este unul din marii producători de microprocesoare, plăci de bază și procesoare grafice pentru servere și calculatoare personale.
Este al doilea producător de microprocesoare x86 din lume, după Intel, și al treilea producător de procesoare grafice. În 2007 era pe locul 11 în lume în producția de semiconductoare.

## Istoric

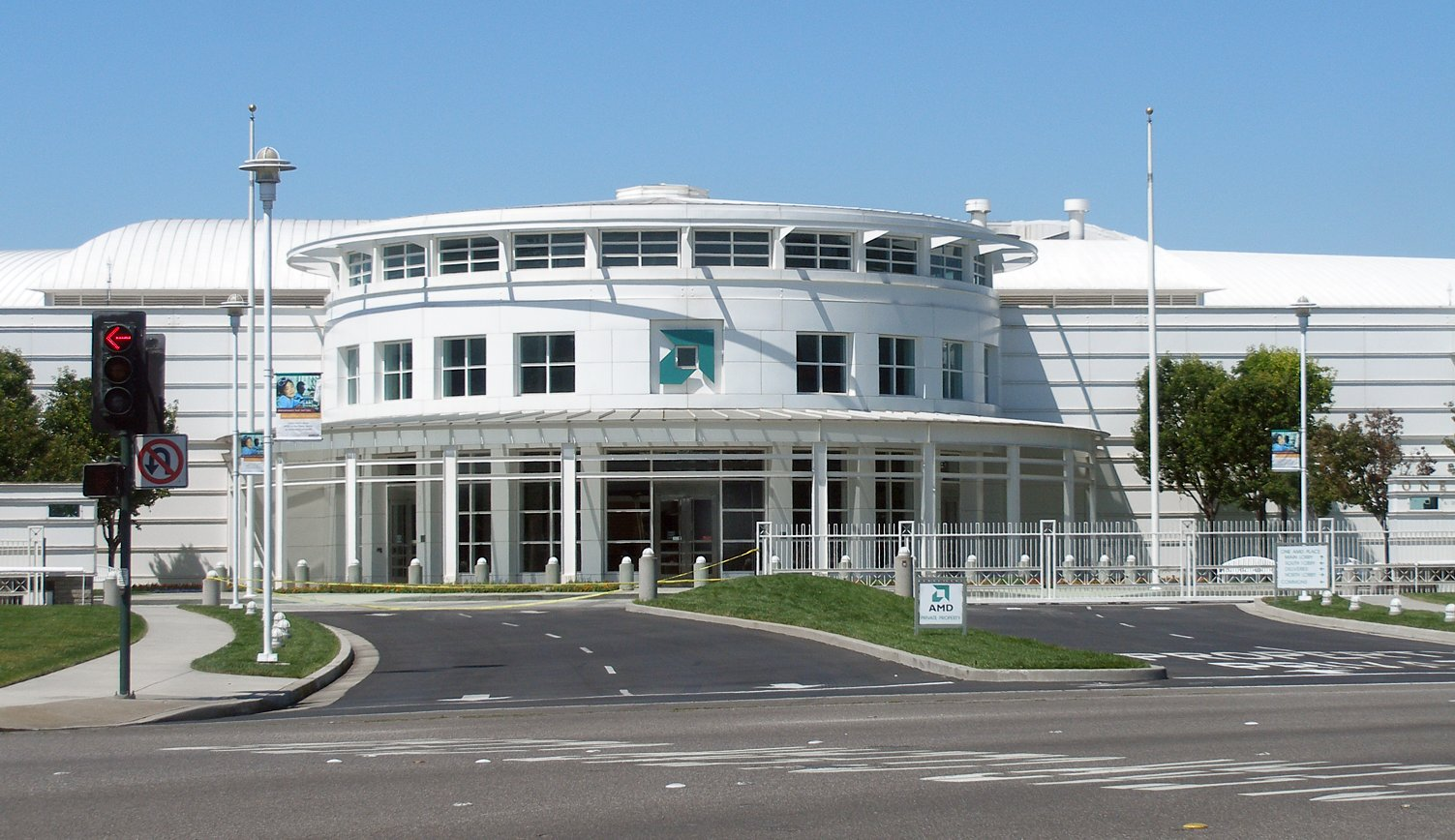
Sediul AMD în Sunnyvale.

Compania a fost fondată la 1 mai 1969 de un grup de foști angajați ai Fairchild Semiconductor, printre ei numărându-se și Walter Jeremiah Sanders III, conducătorul AMD până în anul 2000.
A produs la început circuite logice, apoi, din 1975, circuite RAM și clone ale procesorului Intel 8080. După o perioadă de încercări de diversificare, compania a decis să se concentreze pe producția de procesoare compatibile x86, devenind concurenți direcți ai lui Intel, cu care, de altfel, are o lungă istorie de conflicte în justiție.
În februarie 1982 a semnat un contract cu Intel prin care primea licența de fabricație a procesoarelor 8086 și 8088, contract anulat apoi de Intel. În 1991 lansa Am386, apoi Am484 și Am5x86, clone mai ieftine decât originalele produse de Intel.  
Primul procesor propriu a fost K5, lansat în 1996  Arhivat în 18 august 2007, la Wayback Machine.. În 1997 a lansat procesorul K6 iar în 1999 K7, numit și Athlon, care a reprezentat un succes, fiind mai bun decât procesoarele similare produse de Intel, în continuare procesoarele AMD păstrând această poziție până la lansarea familiei de procesoare Core 2 de către Intel, în 2006. În anul 2000 a produs primul procesor cu frecvența de 1000 MHz. Athlon 64 (K8), lansat în 2003, a fost primul procesor pe 64 biți.
În iulie 2006 a fuzionat cu firma canadiană ATI, producătoare de procesoare grafice .

## Istoria pieței de procesoare

### Calculatorul Personal IBM și arhitectura x86

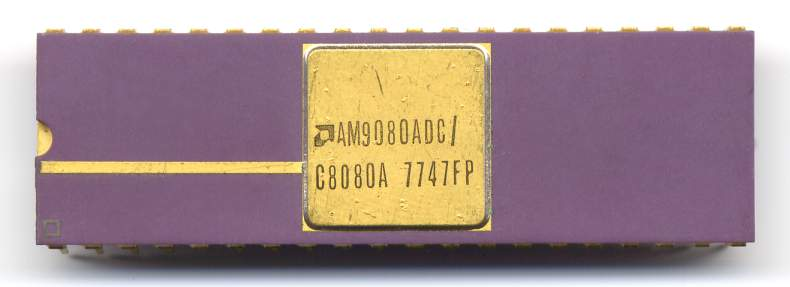
Procesorul AMD 8080(AMD AM9080ADC / C8080A), 1977

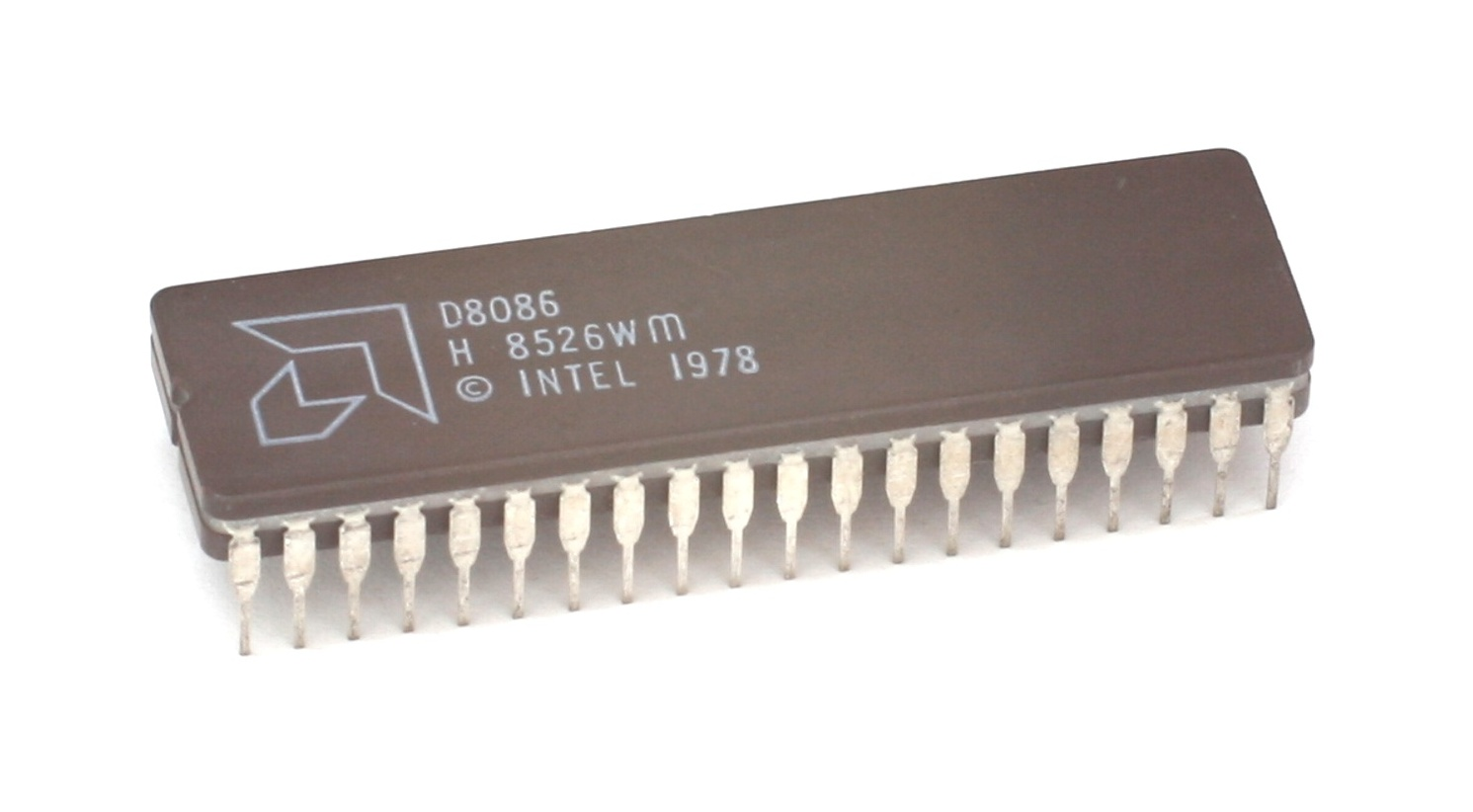
Procesorul AMD D8086

În februarie 1982, AMD a semnat un contract cu Intel, devenind al doilea producător licențiat de surse de procesoare 8086 și 8088. IBM a dorit să folosească Intel 8088 în PC-ul IBM, dar politica IBM în acel moment a fost de a avea cel puțin două surse de chip-uri. AMD a produs mai târziu, Am286 sub același regim, dar Intel a anulat acordul în 1986 și a refuzat să transmită detalii tehnice ale i386 parte. AMD Intel a contestat decizia de a anula acordul și a câștigat în arbitraj, dar Intel a disputat această decizie. Apoi a urmat un o dispută care se încheie în 1994, când Curtea Supremă din California a dat câștig de cauză lui AMD. AMD a avut dreptul legal de a utiliza instrumente derivate din ale Intel microcode. În fața incertitudinii, AMD a fost forțată de a dezvolta "camera curată" versiuni ale Intel cod.
În 1991, AMD a lansat Am386, clona de procesor Intel 386. A durat mai puțin de un an, pentru companie pentru a vinde un milion de unități. Mai târziu, Am486 a fost utilizat de către un număr mare de producători de echipamente originale, inclusiv la Compaq, și sa dovedit popular. Un alt produs pe bază de Am486, Am5x86, AMD a continuat succesul ca un preț redus de alternative.

### K5,K6 și Athlon
Primul procesor complet AMD pe arhitectura x86 a fost K5 care a fost lansat în 1996."K" a fost o trimitere la "Kryptonite",acest termen a fost luat dintr-o carte de comix-uri unde se spune ca aaceasta a fost singura substanță care ar putea să-i dăuneze lui  Superman, cu o clară trimitere la Intel, care a dominat pe piață pe timpurile acelea, ca "Superman".
În 1996, AMD a cumpărat NexGen în special pentru a avea drepturi la procesoarele di seria NX care erau cu arhitectura x86-compatibile. AMD a dat echipei de proiectare NexGen propria lor clădire, lăsându-i singuri, și le-au dat timp și bani pentru a face o revizie cu procesoarele Nx686. Rezultatul a fost procesorul K6, introdus pe piață în 1997.
AMD K7 a fost a șaptea generație de procesoare pe arhitectura x86, făcându-și debutul pe 23 iunie 1999, sub numele de brand Athlon. Pe 9 octombrie 2001, Athlon XP a fost lansat, urmat de Athlon XP cu 512KB L2 cache pe 10 februarie 2003.

### Athlon 64, Opteron și Phenom
Arhitectura K8 a fost o revizuire majoră a arhitecturei K7, cele mai notabile caracteristice fiind adăugarea extensiei pe 64 biți la setul de instrucțiuni x-86 (oficial denumită AMD 64), încorporarea controlerului de memorie și implementarea unei conexiuni cu performanță sporită numită Hyper Transport ca parte componentă a arhitecturii de conexiune directă. Inițial această tehnologie a fost lansată pentru procesoarele Operon care sunt orientate pentru servere. Dar peste un scurt timp a fost încorporată într-un produs pentru calculatoare de tip desktop, cu marca AMD 64.
Pe data de 21 aprilie 2005 compania AMD a lansat primul procesor Opteron cu două nuclee (en:dual core, acesta fiind un procesor de arhitectura x-86 cu destinație pentru servere. Prima familie de procesoare AMD 64 X2 cu două nuclee destinate pentru calculatoare de tip desktop au fost lansate cu o lună mai târziu. La începutul lunii mai a anului 2007 AMD a renunțat la extensia 64 ea fiind substituită cu AMD X2.
Cea mai recentă arhitectură de procesoare AMD este cunoscut sub numele K10, el a devenit succesorul arhitecturii K8. Primele procesoare de acest tip au fost lansate pe data de 10 septembrie 2007 ele fiind compuse din nouă procesoare cu patru nuclee (en:quad core) care fac parte din generația a treia a procesoarelor Opteron.

## AMD Fusion

AMD fusion

AMD Fusion reprezintă numele de cod pentru viitoarea generație de microprocesoare care au ca scop de a combina execuția generală a procesorului și procesarea geometrică în proiecție tri-dimensională și alte funcții ale unităților de procesare grafică contemporane într-un singur produs. Această tehnologie este așteptată să debuteze în al doilea trimestru al anului 2011; ca succesor al celor mai recente microarhitecturi. Această fuzionare dintre procesor și unitatea de procesare grafică va elimina necesitatea completă a puntei de nord de pe placa de bază. 
Compania AMD va trece la o metologie de proiectare modulară numită "M-SPACE", unde două nuclee noi cu numele de cod "Bulldozer" și  "Bobcat" vor fi lansate în 2009.
Nucleul "Bulldozer" vor fi orientate spre produse cu consum de la 10-100 W, cu optimizare pentru raporturile de performnță per watt și calcule de înaltă performanță. Pe când nucleele "Bobcat" vor fi destinate pentru produse cu consum de la 1 până la 10 W, dat fiind faptul că acesta este un nucleu cu arhitectura x-86 simplificată care va duce la un consum redus de energie. Ambele nuclee vor avea posibilitatea de a integra în sine nuclee grafice DirectX compatibile sub emblema Fusion, sau vor fi disponibile ca un produs independent adică un procesor de uz general.

## Alte platforme și tehnologii

Chipset-ul AMD 790FX

Înainte de lansarea procesorelor Athlon 64 în anul 2003, AMD a proiectat chipset-uri pentru procesoarele proprii, prin acest fapt ei au extins generațiile procesoarelor AMD K6 și K7. Aceste chipset-uri au fost AMD-640, AMD-751 și AMD-761. Situația sa schimbat în anul 2003 cu ieșirea pe piață a procesorelor Athlon 64, unde compania a hotărât să nu mai producă chipset-uri pentru procesoarele de tip desktop, dând posibilitatea celorlalte companii de a proiecta chipset-uri pentru paltforma desktop. Acestă inițiativă a fost numită "Open Platform Initiative". Această inițiativă a fost dovedită de a fi una de succes, cu mai multe firme, cum ar fi Nvidia, ATI, VIA și SiS care au proiectat chip-uri pentru procesoarele Athlon 64 și mai târziu pentru Athlon 64 X2 și Athlon 64 FX, inclusiv platforma Quad FX de la Nvidia. 
Inițiativa a mers mai departe cu lansarea procesoarelor Opteron , după ce AMD a încetat din anul 2004 să mai producă chipset-uri pentru aceste procesoare după ce a lansat chipset-ul AMD-8111. Prin acest gest AMD a dat posibilitatea altor companii de a proiecta chipset-uri pentru procesoarele Opteron. De astăzi, Nvidia și Broadcom sunt unicele firme de proiectare a chipset-urilor pentru procesoarele Opteron.
După ce AMD a finalizat achiziția a companiei ATI Technologies în 2006, în posesia ei a intrat echipa de ingineri ATI care anterior au proiectat chipset-urile Radeon Xpress 200 și Radeon Xpress 3200.  După asta AMD a redenumit chipset-urile destinate pentru procesoarele AMD sub brand-ul AMD (de exemplu, CrossFire Xpress 3200 a fost redenumit în AMD 580X CrossFire chipset). În februarie 2007, AMD a anunțat primul chipset propriu care avea destinația pentru sisteme video integrate (en: Integrated Graphics Processor). Aceast chipset a fost primul care a implementat un port cu interfață HDMI ver. 1.2 (en: High Defenition Multimedia Interface) pe o placă de bază, volumul vânzărilor atingând cifra de peste un milion de unități. 
Pe 15 noiembrie 2007, a anunțat noul portofoliu de chipset-uri, care poartă denumirea de AMD 7-series chipsets. Aceste chipset-uri acoperă segmentele începând de la segmentul IGP până la cele mai entuziasmatice soluții grafice, care au avut menirea de a înlocui modelele AMD 480/570/580 și seria de chipset-uri AMD 690. 
AMD va reveni cu soluții noi pentru piața de chipset-uri pentru servere cu noua generație de chipset-uri AMD 800S care au fost planificate de a fi lansate pe piață în anul 2009.

## AMD Live!
AMD Live! reprezintă inițiativa companiei AMD, care avea ca scop atragerea și sprijinul muzicienilor profesioniști și al altor producători multimedia cu ajutorul produselor sale. Primul obiectiv al acestei inițiative au fost procesoarele Opteron și procesoarele de clasă desktop.
AMD ulterior a extins această inițiativă într-o platformă de marketing, concentrându-și atenția pe segmentul electronic de consum în 2006 și axarea pe segmentul de performanță pentru procesoarele de clasă desktop. AMD Live! pentru segmentul electronic de consum a fost anunțat oficial printr-un comunicat de presă pe data de 4 ianuarie 2006.
AMD Live! este o inițiativă, care poate fi împărțită în două părți, una din punct de vedere al produsului soft și alta din partea echipamentului calculatorului. Partea soft a fost destinată pentru experiențele internet și multimedia, în timp ce partea hardware era axată pe capacitatea sistemului de a gestiona fișiere multimedia și îmbinarea acestor componente într-un singur calculator personal.

## Platforma comercială
Prima platformă server/workstation a companiei AMD este programată de a fi lansată în anul 2009. Prima paltformă multi-procesor pentru servere cu numele cod Fiorano, constă din chipseturi-le SR5690+SP5100 pentru servere, care suportă tehnologia 45 nm. Următoarea revizuire va include platforma Maranello, la fel va suporta tehnologia de 45 nm, sub numele cod Istambul, care va avea la bord procesoare pe soclul G34 și memorie DDR-3. Platformele cu un singur procesor cu numele cod Catalunya, vor fi compuse dintr-un procesor cu patru nuclee pe tehnologia de 45 nm și cu numele cod Suzuka, având la bord chipset-urile SR5580 + SP5100 și suport pentru module de memorie DDR-3.
Extensia de virtualizare a arhitecturei x-86 spre x-64 poartă numele de AMD Virtualisation, cunoscut și sub abrevierea AMD-V, și uneori are referințe spre numele cod Pacifica. Procesoarele AMD care utilizează soclurile AMD2, S1 și F suportă tehnologia de virtualizare a companiei AMD. Versiunea a doua a seriilor de procesoarelor Opteron (8200, 2200 și 1200) la fel suportă această tehnologie de virtualizare. A treia generație de procesoare Opteron (8300 și 2300) vor avea o revizuire în tehnologia de virtualizare, în mod specific acest lucru va atinge indexarea rapidă a virtualizării.

## Platforma desktop
Începând cu anul 2007, AMD, urmând după Intel, a început să utilizeze nume de cod pentru platformele sale desktop, ca de exemplu Spider. Spre deosebire de abordările companiei Intel, AMD va actualiza platformele sale în fiecare an, punând accent pe platforma specializată. Această platformă inlclude așa componente ca procesorele și chipset-urile companiei AMD, produse din segmentul ATI Graphics și alte caracteristici. În plus AMD a lăsat valabilă opțiunea de colaborare cu așa companii ca VIA, SiS și Nvidia, precum și furnizorii de produse fără fir (en:Wireless).
La CES 2020 AMD a dezvăluit a patra generație de procesoare AMD Ryzen, plăci video noi și Ryzen Threadripper 3990X, procesorul cu 64 de nuclee.
Lisa Su, CEO AMD a prezentat și procesorul Threadripper 3990X cu 64 de nuclee și 128 de fire de execuție. La CES 2020 a fost realizată o comparație între Threadripper 3990X și Intel Xeon Platinum 8280s, iar procesul AMD ar fi cu 30 % mai performant.

## Sisteme Embedded
În februarie 2002, AMD a achiziționat compania Alchemy Semiconductor și a continuat să dezvolte linia sa de procesoare bazate pe arhitectura MIPS care sa concentrat asupra piețelor de industria calculatoarelor de buzunar și a sistemelor multimedia portabile. La 13 iunie 2006, AMD a anunțat oficial că linia de procesoare a fost transferată la compania Raza Microelectronics.
În august 2003, AMD a procurat brand-ul Geode care inițial a fost parte a Cyrix MediaGX de la National Semiconductor, motivând că AMD trebuie să-și extindă linia de procesoare embedded pe arhitectura x-86. Pe parcursul trimestrului al doilea a anului 2004, AMD a lansat procesorul Geode NX cu consum redus de energie, care a fost bazat pe arhitectura AMD K7. Au fost lansate ediții de procesoare cu elemente pasive de răcorire, ele având frecvența de 667 MHz și 1.0 GHz, iar cele cu elemente active cu frecvența de 1,4 GHz. Această tehnologie a fost folosită într-o mare varietate de sisteme embedded, de exemplu chioșcuri pentru clienți, calculatoare ultra mobile (en:Ultra Mobile PC ) pentru piețile de desfacere din Asia, precum și calculatoarele OLPC X0-1, care reprezintă un laptop ieftin destinat pentru a fi distribuit copii din țările în curs de dezvoltare.
În ultimii ani compania AMD a introdus pe linia de producție a sistemelor embedded procesore cu arhitectura pe 64 de biți, începând cu procesorul AMD Opteron. Motivul includerii a acestui produs în linia sistemelor embedded a fost arhitectura Direct Connect și tehnologia Hyper Transport care oferă soluții profesionale pentru companii de telecomunicații și aplicații de stocare. În 2006 AMD a adăugat procesoarele AMD Athlon, AMD Turion, Mobile AMD Sempron, la linia de produse embedded. Pe parcursul anului 2007, și 2008 AMD a continuat să integreze în sistemele sale embedded procesoare cu un nucleu și respectiv cu două.

## Platforme mobile
În anul 2003 compania AMD a creat o platformă orientată spre piață de tehnologii mobile. Din cauza informației comprimate depsre această platformă nu sau auzit prea multe lucruri. Această platformă a îmbinat în sine procesoarele mobile Athlon 64 și Sempron.
Ca parte din inițiativa "Better by design", AMD a dat anunț oficial în februarie 2007, că această platformă va fi disponibilă în luna mai a anului 2007, care vine împreună cu un procesor AMD Turion 64 X2 (65 nm), și este formată din trei componente majore: un procesor AMD, un accelerator grafic de la ATI Technologies sau Nvidia , și soluții de conectivitate fără fir de la Atheros, Broadcom, Marvell, Qualcomm sau Realtek.
Platforma Puma și procesorul Turion Ultra au fost lansate pe data de 4 iunie 2008. Pe viitor, AMD are planuri să lanseze procesore cu patru nuclee cu capabilități 3D (Fusion), ca parte componentă a platformei Eagle.

## Alte inițiative
- Proiectul de eficiență IT The Green Grid[8] fondat de AMD împreună cu alți fondatori, precum IBM, Sun și Microsoft, au creat acest proiect cu scopul de a căuta soluții pentru diminuarea consumului de energie pentru grile. Intel a fost absentă în special de la consorțiu, când a fost fondat și, în cele din urmă s-a alăturat la începutul lui 2007.[9]